# Eriocaulon nematophyllum
Eriocaulon nematophyllum är en gräsväxtart som beskrevs av Gregory John Leach. Eriocaulon nematophyllum ingår i släktet Eriocaulon och familjen Eriocaulaceae. Inga underarter finns listade i Catalogue of Life.